# Friesodielsia montana
Friesodielsia montana (Engl. & Diels) Steenis – gatunek rośliny z rodziny flaszowcowatych (Annonaceae Juss.). Występuje naturalnie w południowej części Nigerii, w Kamerunie, Republice Środkowoafrykańskiej, Gwinei Równikowej, Gabonie, Kongo oraz Demokratycznej Republice Konga. 

## Morfologia
PokrójZimozielony krzew o pnących pędach lub liany. Dorasta do 4–7 m wysokości. Kora ma czarną barwę. Młode pędy są omszone.
LiścieMają kształt od podłużnego do podłużnie odwrotnie jajowatego. Mierzą 5–20 cm długości oraz 2,5–8,5 cm szerokości. Nasada liścia jest od zaokrąglonej do prawie sercowatej. Blaszka liściowa jest o spiczastym wierzchołku. Ogonek liściowy jest owłosiony i dorasta do 3–6 mm długości.
KwiatySą pojedyncze lub zebrane po 2–3 w pęczki, rozwijają się w kątach pędów. Mają fioletową barwę. Działki kielicha mają kształt od trójkątnego do lancetowatego i dorastają do 2–3 mm długości. Płatki zewnętrzne mają eliptycznie owalny kształt, są owłosione i osiągają do 10 mm długości, natomiast wewnętrzne są trójkątnie owalnie i mierzą 10 mm długości. Kwiaty mają 11–12 owłosionych słupków o podłużnym kształcie i długości 2 mm.
OwocePojedyncze owoce są cylindryczne, zebrane w owoc zbiorowy o elipsoidalnym kształcie. Są osadzone na szypułkach. Osiągają 1–1,5 cm długości. Mają czerwoną barwę.

## Biologia i ekologia
Rośnie w wilgotnych lasach.